# Pelargoderus salomonum
Pelargoderus salomonum là một loài bọ cánh cứng trong họ Cerambycidae.